# Catedral de Santo Antônio de Pádua (Patos de Minas)
A Catedral Santo Antônio de Pádua é um templo católico localizado em Patos de Minas, no estado brasileiro de Minas Gerais. Consagrada a Santo Antônio de Pádua, constitui a sede episcopal da Diocese de Patos de Minas.

## História
A Paróquia de Santo Antônio foi criada em Patos de Minas em 31 de maio de 1850, pela Lei Provincial no. 472. No local em que atualmente se encontra o Memorial do Centenário de Patos de Minas, erguia-se uma capela construída em 1839. A antiga capela foi remodelada em 1875, mas seu espaço mostrou-se insuficiente para acomodação dos fiéis. A ideia de se construir uma nova igreja matriz surgiu ainda em 1892 e uma comissão para tal fim foi constituída em 1917 pelo cônego Getúlio Alves de Melo. A pedra fundamental do atual templo, no entanto, só foi lançada em 13 de junho de 1934. A construção foi concluída e a igreja aberta ao público em 13 de junho de 1954.
A partir da criação da Diocese de Patos de Minas em 5 de abril de 1955, a igreja matriz passou à condição de catedral, a qual foi solenemente sagrada em 28 de outubro de 1961 pelo então arcebispo de Brasília, Dom José Newton de Almeida. A antiga capela só foi demolida em 1965.